# Conrad Poirier

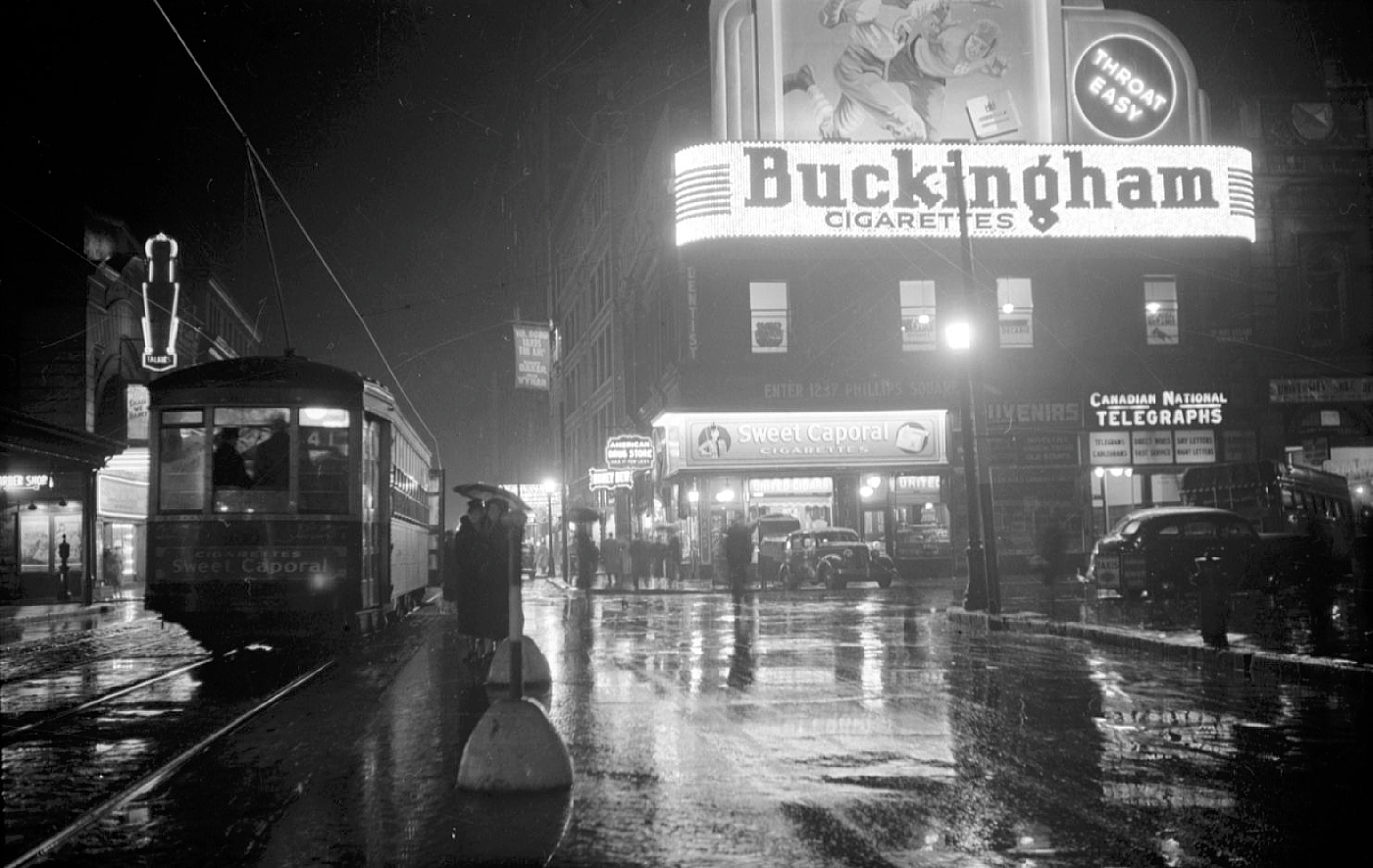
Rue Sainte-Catherine, 1937

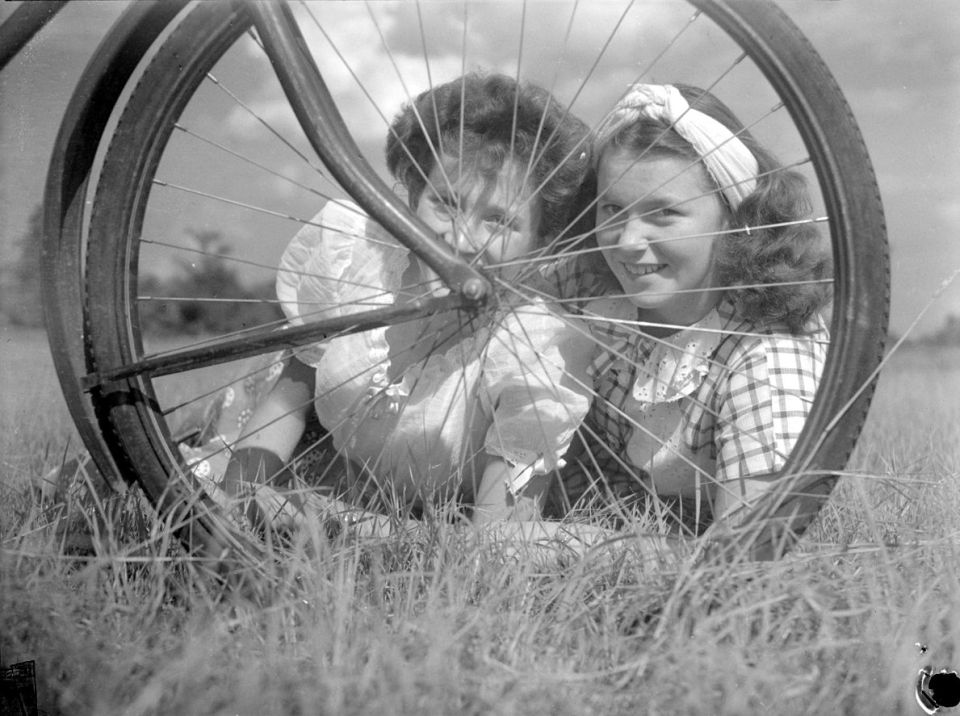
Patsy Bennett a Betty MacQuarrie

Conrad Poirier (17. července 1912, Montréal – 12. ledna 1968, Montréal) byl kanadský fotograf, průkopník fotožurnalistiky v Quebecu.

## Životopis
Fotograf, samouk, Poirier zahájil svou kariéru v roce 1932. V únoru 1933 získal diplom v oboru radiotechniky na Kanadské škole elektrotechnické. Poirier díky fotografické kameře Speed Graphic, zařízení využívající film 4x5", zachycoval snímky sportovních a kulturních akcí v Montrealu. Kromě toho portrétoval mnoho známých osobností Quebecu své doby. Pracoval jako novinář na volné noze a prodával své fotografie významným deníkům své doby: The Gazette, Montreal Standard, La Patrie, La Presse. Jeho klienti pocházeli z přibližně třiceti francouzsky a anglicky mluvících tiskových středisek v Kanadě.

### Město
Za třicet let práce zachytil na stříbrný papír rytmus města Montrealu, v té době metropole Kanady. Poirier byl fotografem všech společenských akcí. Byl na ulici, na tribunách hokejových arén, na baseballovém stadionu, na volebních politických schůzkách a navíc bez technické podpory fotoateliéru. Fotografoval a zaznamenával vitalitu obyvatel Montrealu v jejich každodenním životě. Historici umění označili jeho styl za sociální fotografii. Svým přímým pohledem Poirier zdokumentoval běh času.
Jeho práce jsou zachovány ve fondech Conrada Poiriera v BAnQ Vieux-Montréal. Bibliothèque et Archives nationales du Québec, která uchovává více než 23 460 fotografií: 22 921 filmových negativů a 539 černobílých zkušebních tisků a kromě textů napsaných samotným Poirierem také výstřižky z tisku. Zajímavým faktem je, že na konci 90. let bylo náhodou v Cinémathèque québécoise náhodně nalezeno přibližně 1 000 negativů připisovaných Conradu Poirierovi. Po identifikaci negativů odborníky je Cinémathèque québécoise daroval Archives Nationales du Québec, který se stal Bibliothèque et Archives nationales du Québec.

### Konzervativní přístup k technice
Během své třicetileté fotografické kariéry Conrad Poirier nebyl příznivcem práce v ateliéru, ani fanouškem posledních technických inovací. Měl svou temnou komoru a vždy používal stejnou fotografickou kameru Speed Graphic 4x5 vybavenou jedním negativem – musel proto svůj záběr vždy pečlivě zvažovat. S tímto typem zařízení však zacházel s lehkostí a skvěle jej ovládal.

### Osobní život
Historici umění mají o jeho osobním životě málo informací, kromě reputace výstřednosti. Doma v Montrealu-Ouest sbíral americké filmy, jazzové nahrávky a populární časopisy. V podkroví svého domu v Montrealu vybudoval projekční místnost, kam pozýval přátele a kolegy fotografy. Díky jeho pečlivé klasifikaci se jeho fotografické práce zachovaly.
Zdá se, že Poirier se v posledních letech svého života již fotografii nevěnoval. Trpěl obezitou a zemřel 12. ledna 1968 v Montrealu West v chudobě a lidském utrpení ve věku 55 let. Předpokládá se, že jeho brzká smrt byla způsobena trombózou koronární aterosklerózy.

## Vyznamenání a vyznamenání
Populární zábavní podniky pro obyvatele Montrealu (Belmont Park, Stade Delorimier, Montrealské fórum, večery v Chalet de la Montagne na Mount Royal, veřejné pláže na Île Sainte-Hélène a Ville Lasalle), jsou předmětem několika fotografických reportáží Poiriera, za které získal řadu cen : Národní cenu Kanady, Cenu kanadského tisku nebo Cenu Asociace fotografů Kanady.
V zimě 2019 byla uspořádána výstava na počest Poirirovu dílu, která oslavila vstup jeho díla do veřejných sbírek. Tato výstava fotografií je licencována pod CC0, a proto ji lze zdarma používat po celém světě. Fotoreportér Jacques Nadeau zdůraznil kvalitu této výstavy

## Galerie

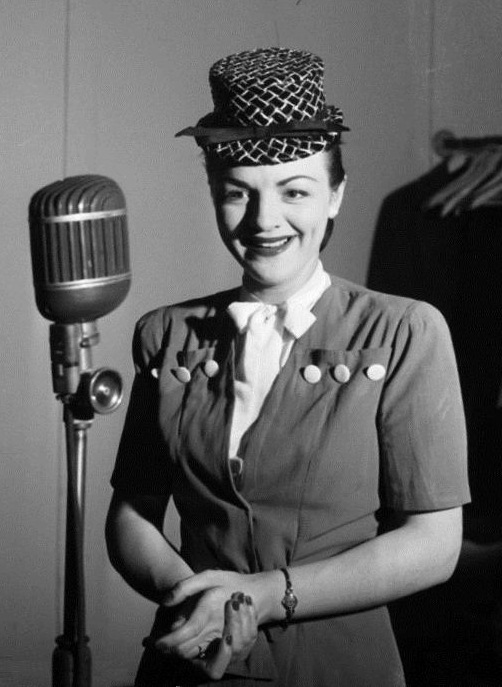
Alys Robi, 1945
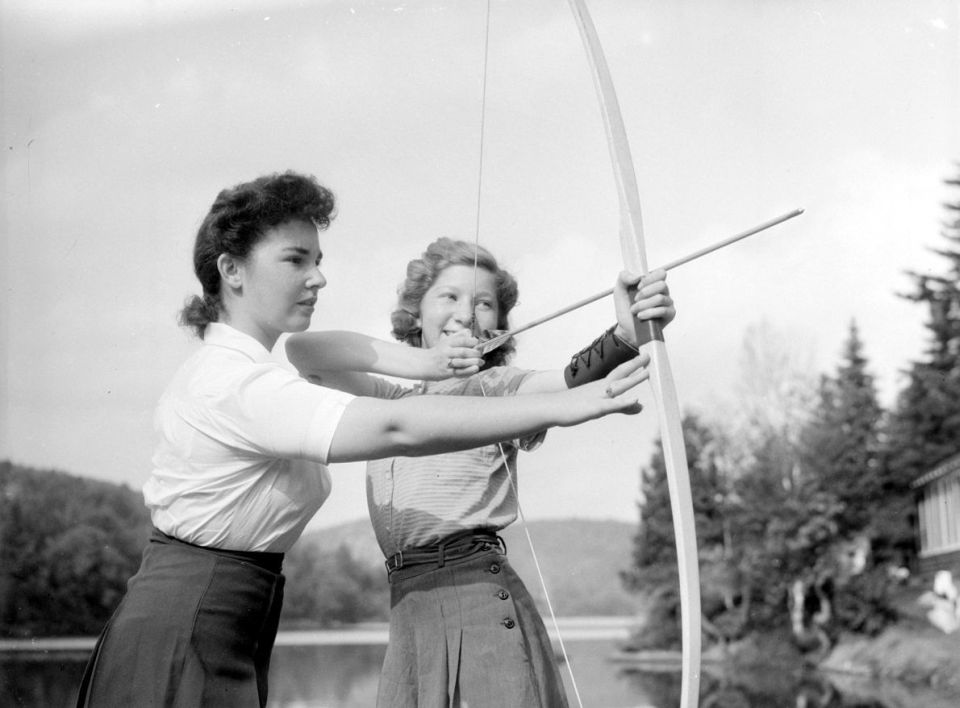
Camp Wooden Acres – Lukostřelba
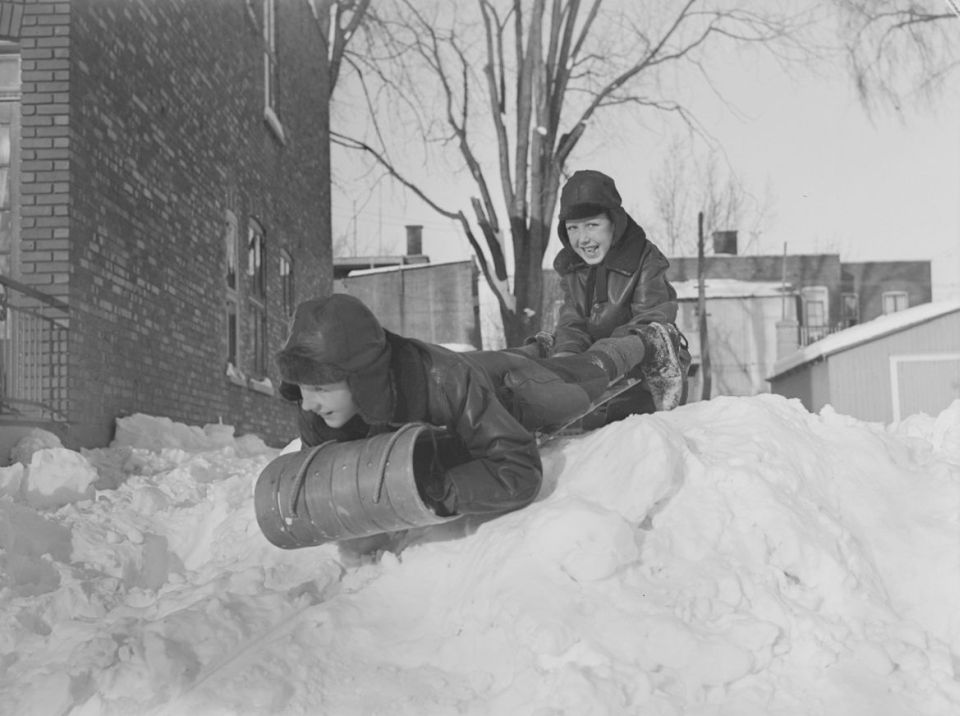
Děti k adopci
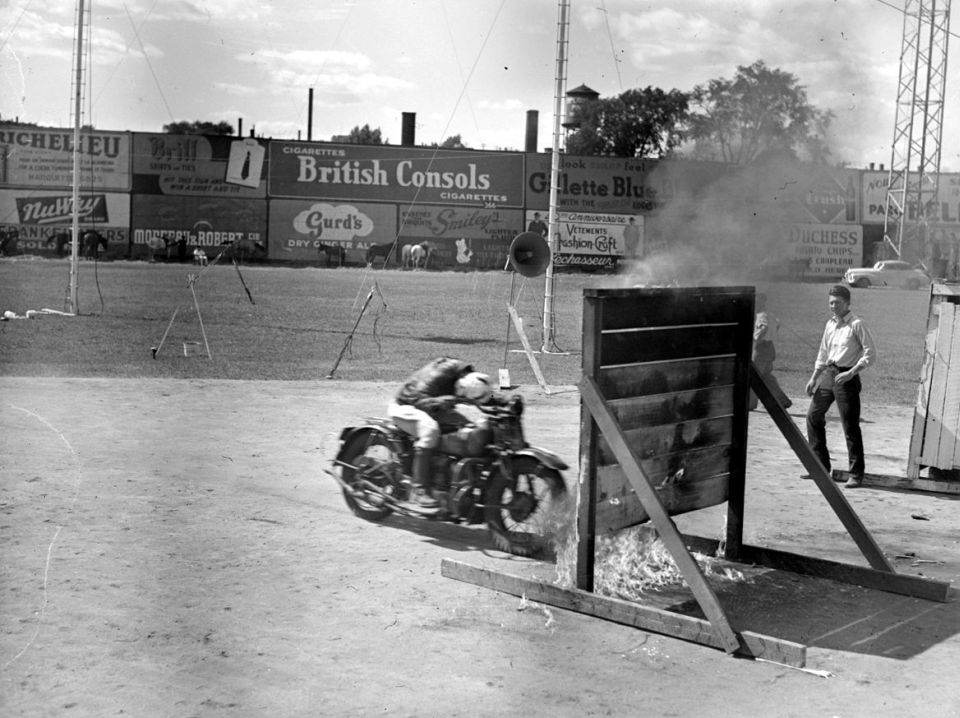
Action. Rodeo BAnQ
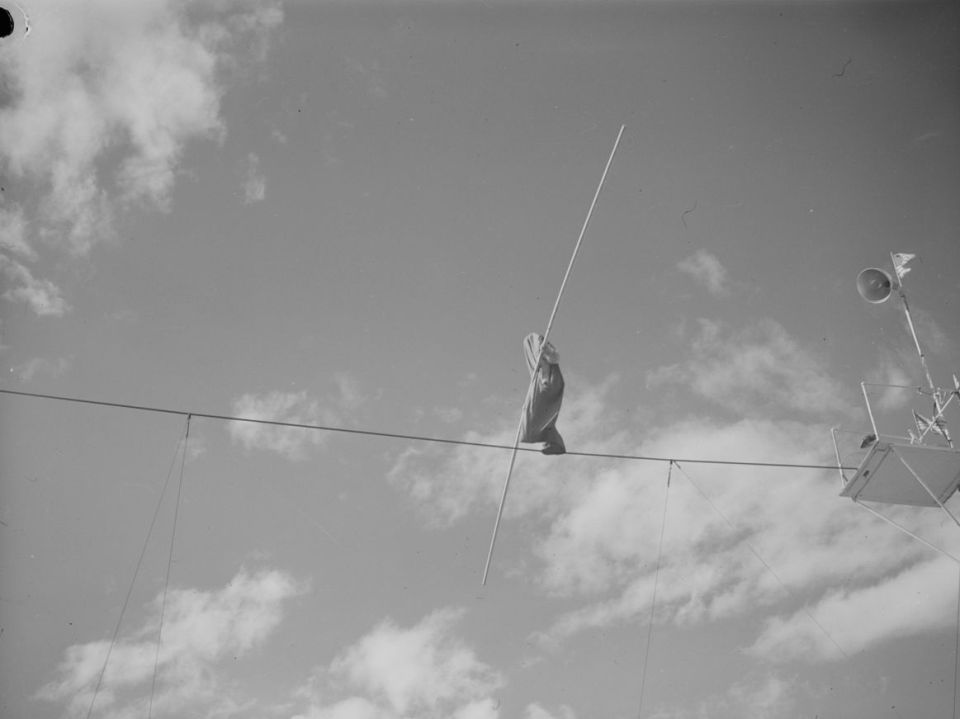
Action. Rodeo BAnQ
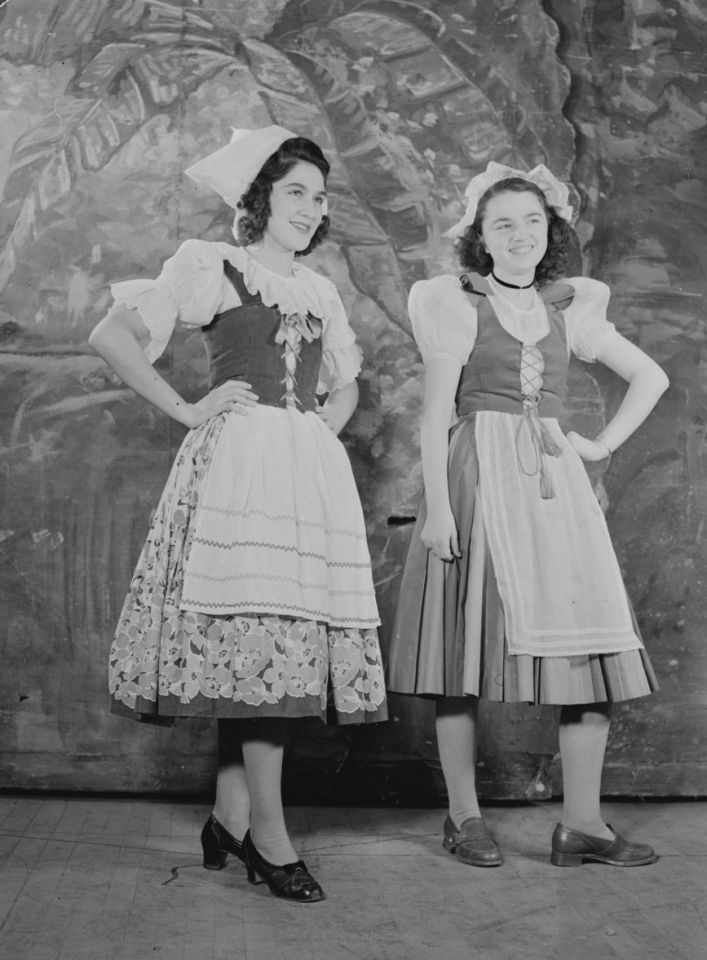
Two girls in traditional costume, take part in the recording of "Radio Small World" broadcast by radio station CKAC of Montreal.
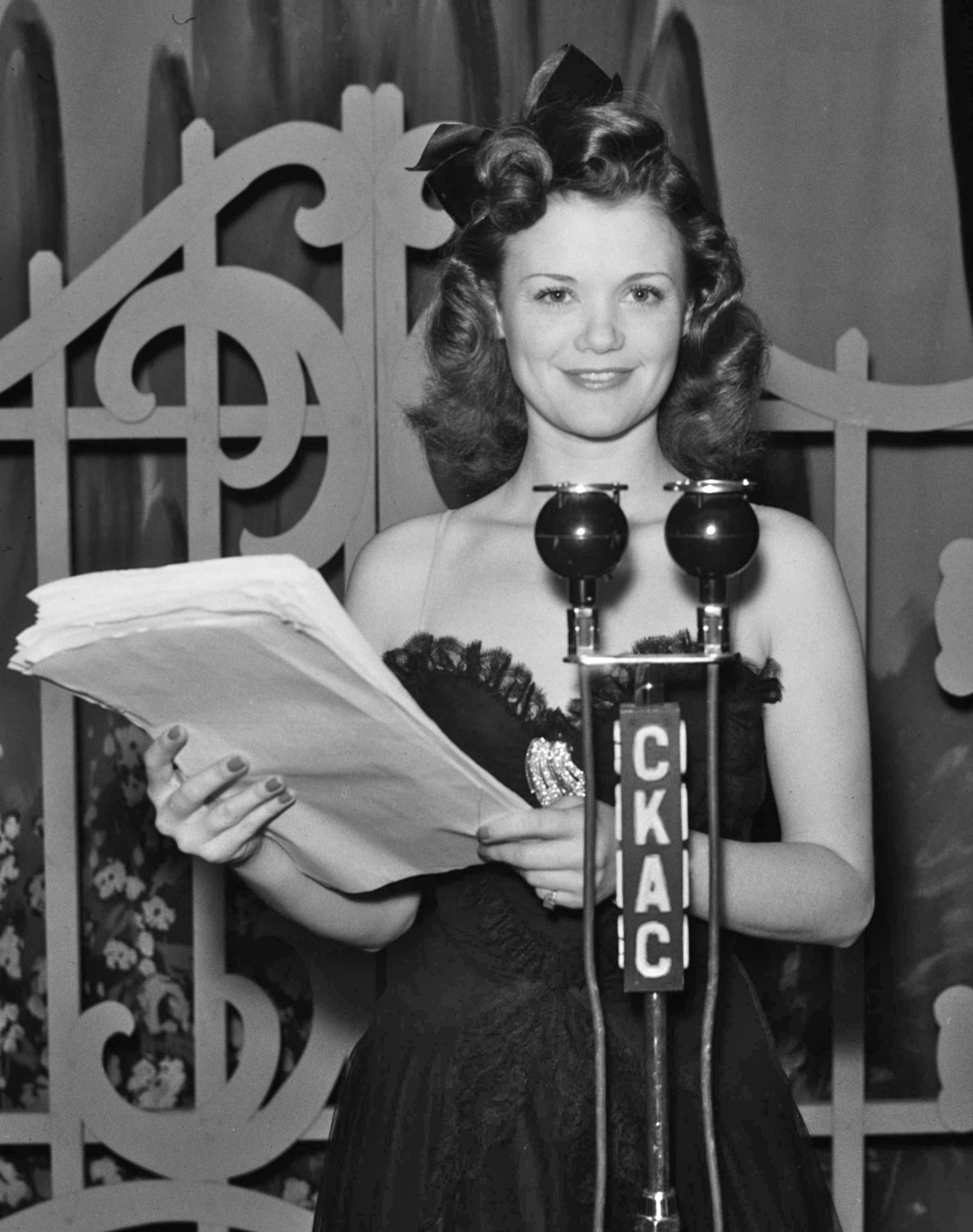
Simone Simon, 1942, Montréal
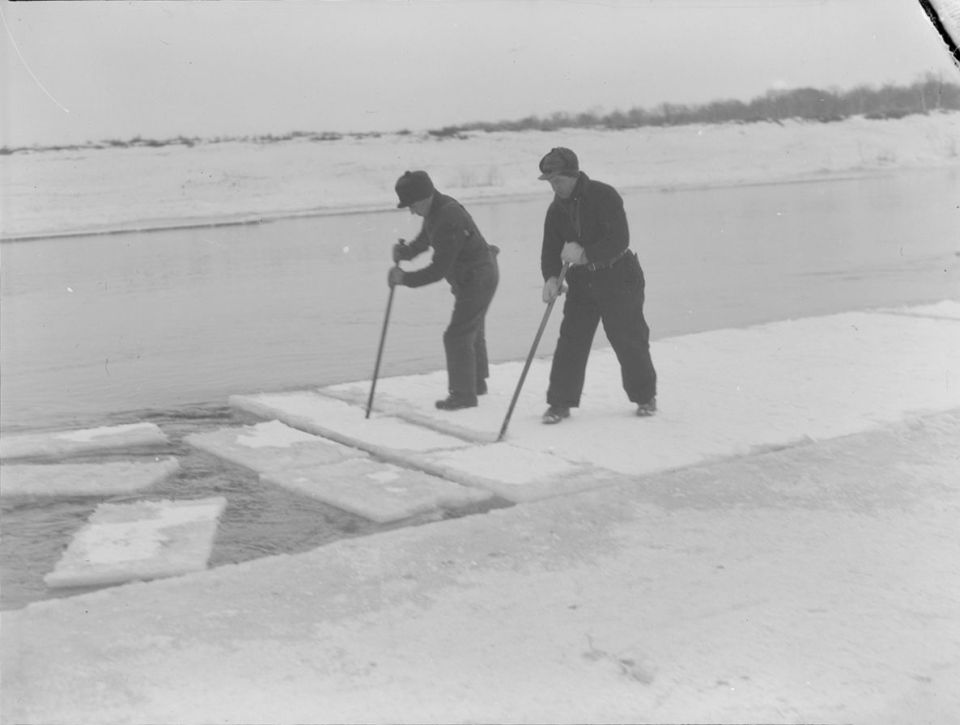
Snow Pictures. Ice Cutting
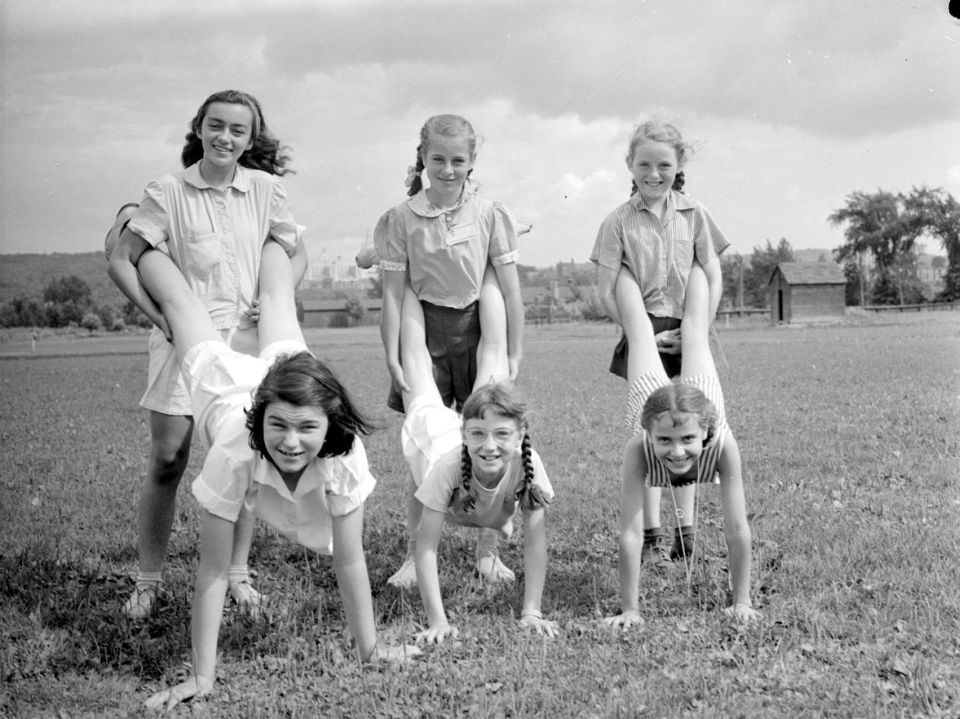
Sport. Mount Royal Field Day - Wheelbarrow Race Girls Under 12 Winners